# Scatopsciara fluviatiliformis
Scatopsciara fluviatiliformis är en tvåvingeart som beskrevs av Werner Mohrig och Boris Mamaev 1987. Scatopsciara fluviatiliformis ingår i släktet Scatopsciara och familjen sorgmyggor. Inga underarter finns listade i Catalogue of Life.